# H2BFWT
H2BFWT (англ. H2B histone family member W, testis specific) – білок, який кодується однойменним геном, розташованим у людей на X-хромосомі. Довжина поліпептидного ланцюга білка становить 175 амінокислот, а молекулярна маса — 19 618.
| 10         |  | 20         |  | 30         |  | 40         |  | 50         |
| ---------- |  | ---------- |  | ---------- |  | ---------- |  | ---------- |
| MLRTEVPRLP |  | RSTTAIVWSC |  | HLMATASAMA |  | GPSSETTSEE |  | QLITQEPKEA |
| NSTTSQKQSK |  | QRKRGRHGPR |  | RCHSNCRGDS |  | FATYFRRVLK |  | QVHQGLSLSR |
| EAVSVMDSLV |  | HDILDRIATE |  | AGRLARSTKR |  | QTITAWETRM |  | AVRLLLPGQM |
| GKLAESEGTK |  | AVLRTSLYAI |  | QQQRK      |  |            |  |            |

A: Аланін

C: Цистеїн

D: Аспарагінова кислота

E: Глутамінова кислота

F: Фенілаланін

G: Гліцин

H: Гістидин

I: Ізолейцин

K: Лізин

L: Лейцин

M: Метіонін

N: Аспарагін

P: Пролін

Q: Глутамін

R: Аргінін

S: Серин

T: Треонін

V: Валін

W: Триптофан

Білок має сайт для зв'язування з ДНК. 
Локалізований у ядрі, мембрані, хромосомах.